# Elvis Gregory
Elvis Gregory (n. 18 mai 1971, La Habana, Havana Province⁠(d), Cuba) este un scrimer cubanez, medaliat olimpic. A participat la 3 ediții ale Jocurilor Olimpice (1992, 1996, 2000) în care a câștigat două medalii de bronz.